# Museum Bevrijdende Vleugels
Het Museum Bevrijdende Vleugels is een museum in de Noord-Brabantse plaats Best. Het museum is gewijd aan de Tweede Wereldoorlog en met name aan Operatie Market Garden.
Het museum staat in het gebied waarin tijdens de operatie militairen van de Amerikaanse 101e Luchtlandingsdivisie landden. Hoewel de slag bij Arnhem uiteindelijk mislukte, bracht operatie Market Garden hoop voor het bezette deel van Nederland, en uiteindelijk werd de oorlog binnen een jaar beëindigd. Het museum, dat is ondergebracht in een voormalig MOB-complex aan de weg tussen Best en Son, toont niet alleen de geschiedenis van de operatie, maar ook uitgebreidere informatie over de Tweede Wereldoorlog in Nederland, met name over de bezetting, de onderdrukking en de uiteindelijke bevrijding.
In verschillende diorama's, verdeeld over een aantal hallen, zijn scènes uit de Tweede Wereldoorlog opgezet, compleet met originele uniformen, voertuigen, vliegtuigen en andere voorwerpen uit de oorlogstijd. Ook zijn er foto's en films te bekijken. Regelmatig worden rondleidingen door het museum verzorgd.

## Geschiedenis
Museum Bevrijdende Vleugels is ontstaan uit een tijdelijke tentoonstelling die in 1984 ter gelegenheid van de 40-jarige herdenking van Operatie Market Garden georganiseerd werd door Jan Driessen (1921-2010) in Veghel. Vanwege het grote succes werd de collectie van Driessen ondergebracht in een permanent museum in Veghel. Door uitbreiding van de collectie werd de ruimte in Veghel te klein en in 1996 stelde het ministerie van Defensie de huidige locatie beschikbaar. In september 1997 werd het museum op zijn huidige locatie in aanwezigheid van prins Bernhard geopend.

## Collectie
Te zien zijn onder andere een V1, een Airspeed Horsa zweefvliegtuig, een Waco CG-4-zweefvliegtuig, diverse Amerikaanse en Duitse militaire voertuigen, luchtafweergeschut en een Duits zoeklicht. In een link trainer kan er een simulatievlucht uitgevoerd worden in een echte Dakota cockpit.
Het museum had ook een Dakota C-47, maar dat vliegtuig werd in augustus 2010 vernield tijdens het transport naar de locatie van de musical Soldaat van Oranje op het voormalige Vliegkamp Valkenburg bij Leiden. De Dakota kwam tijdens dit transport over de A44 bij Sassenheim klem te zitten op een viaduct over de Ringvaart. Inmiddels is er in het museum weer een exemplaar te zien.

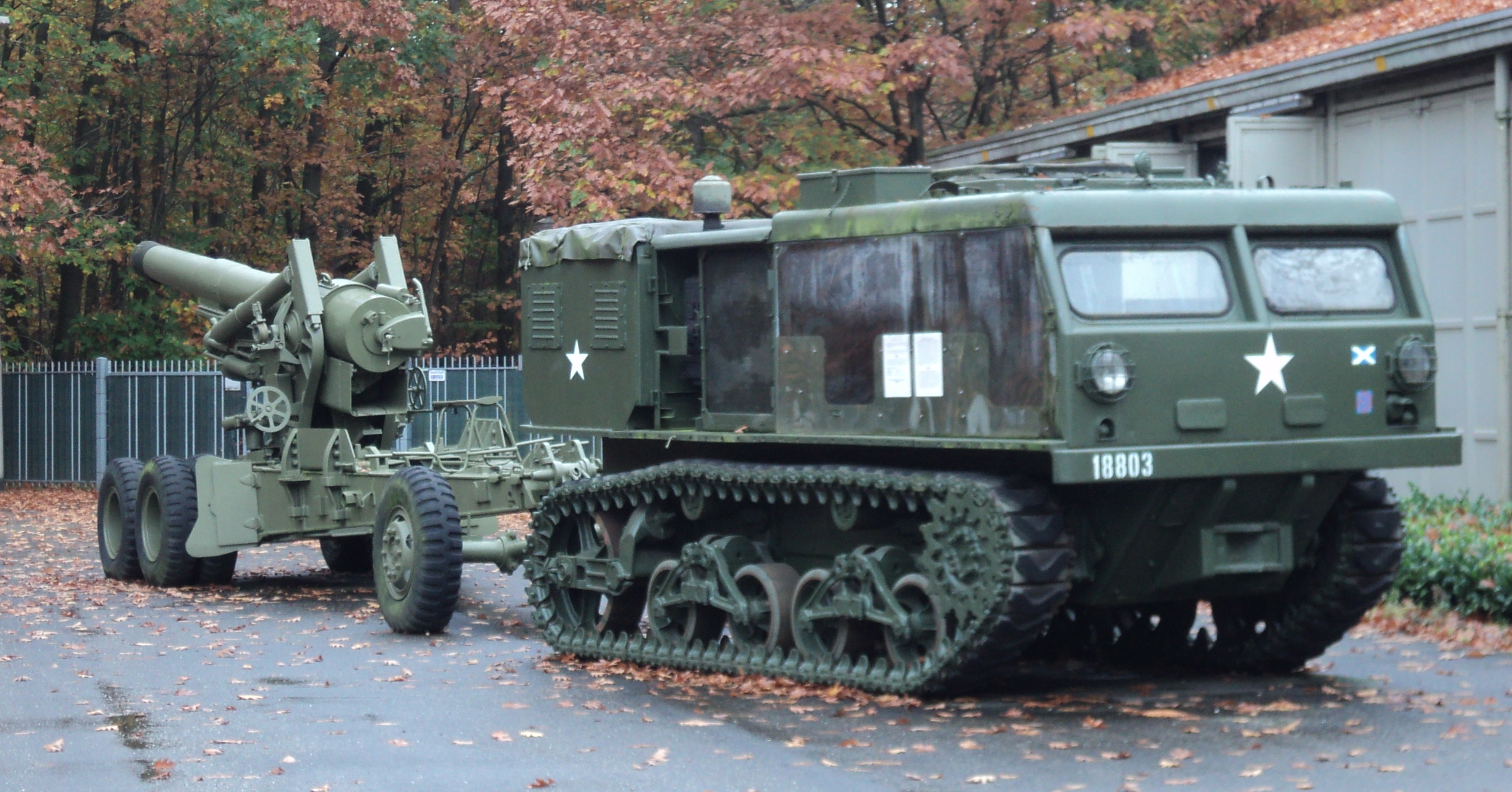
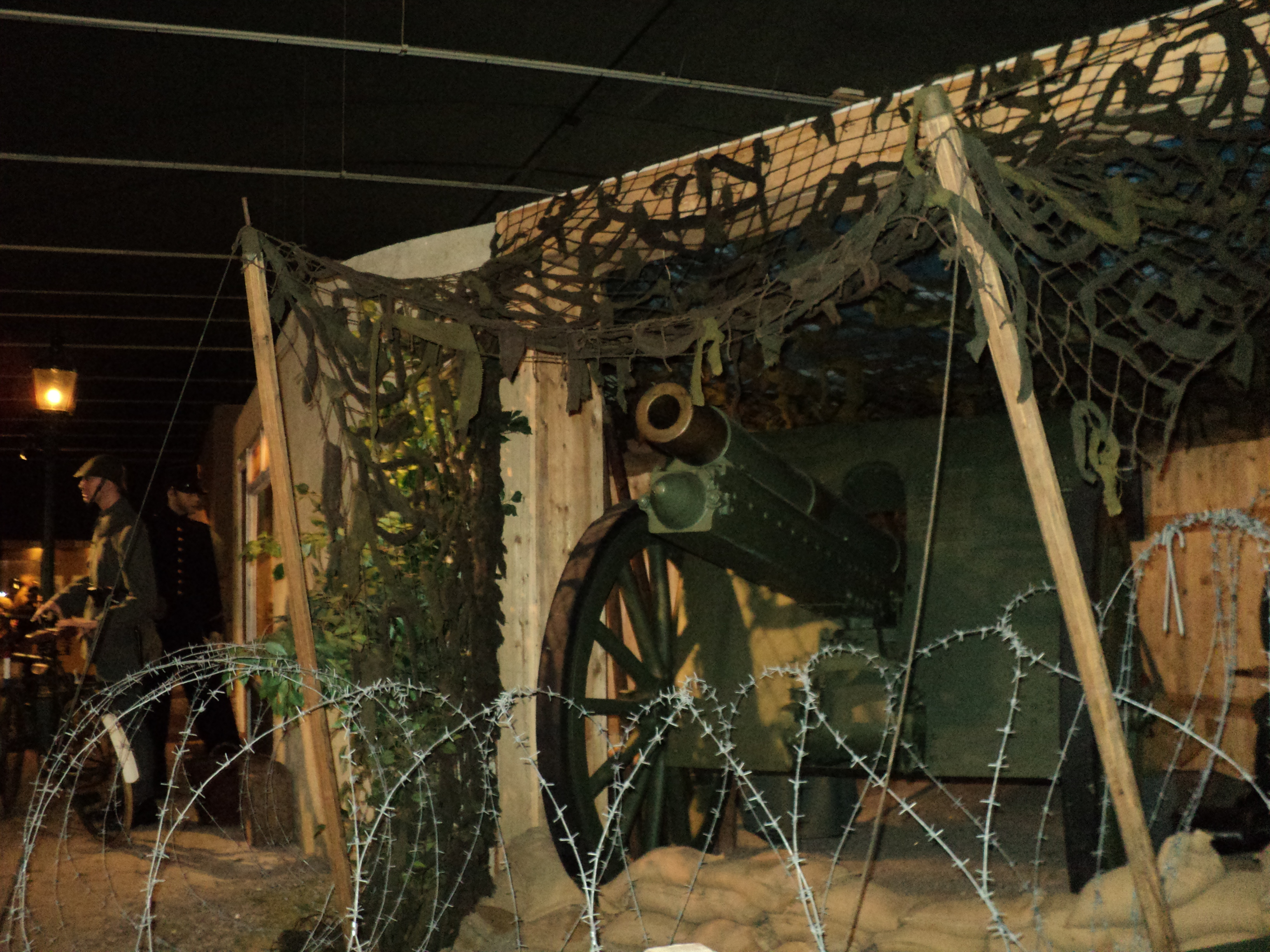
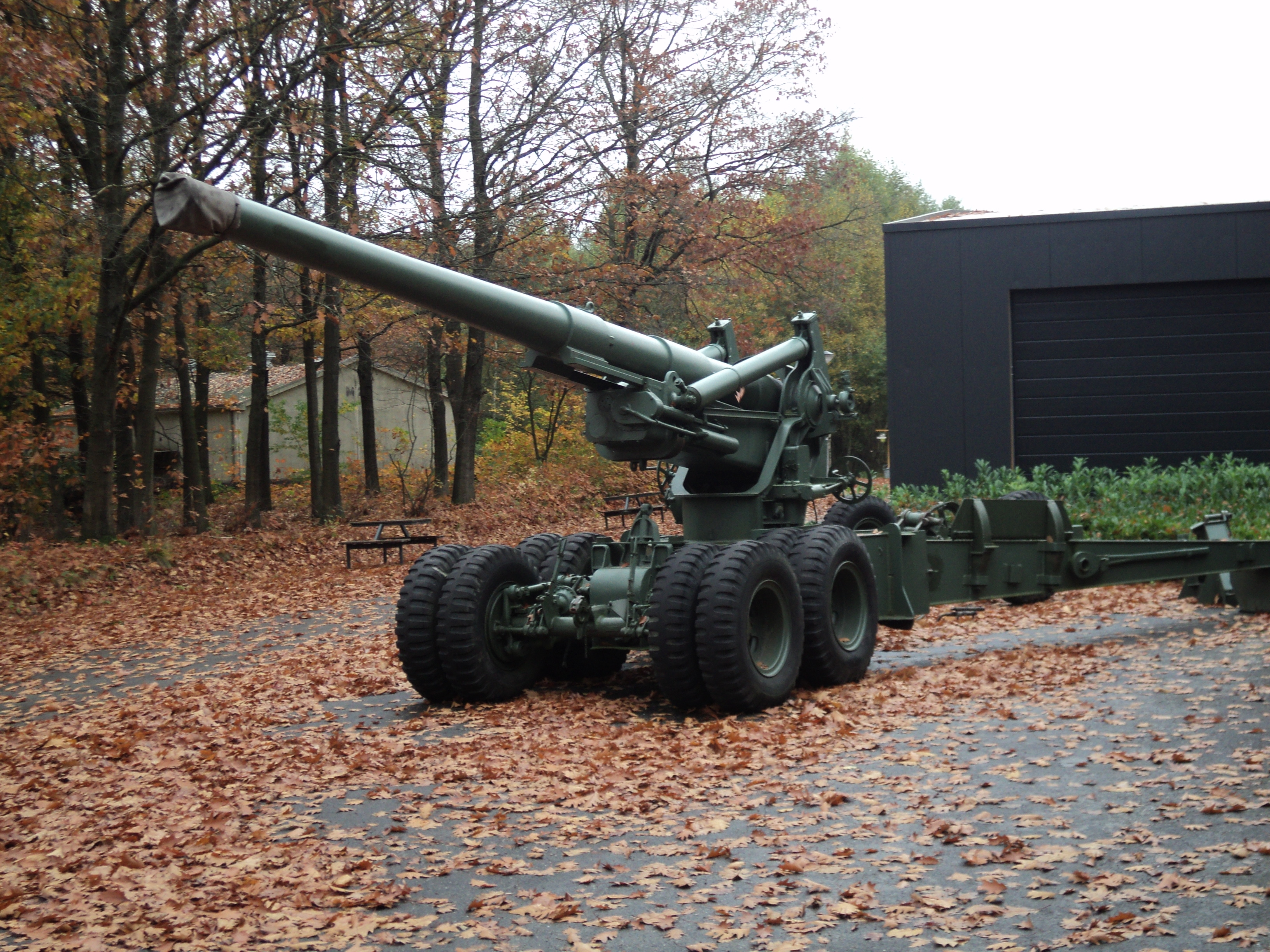
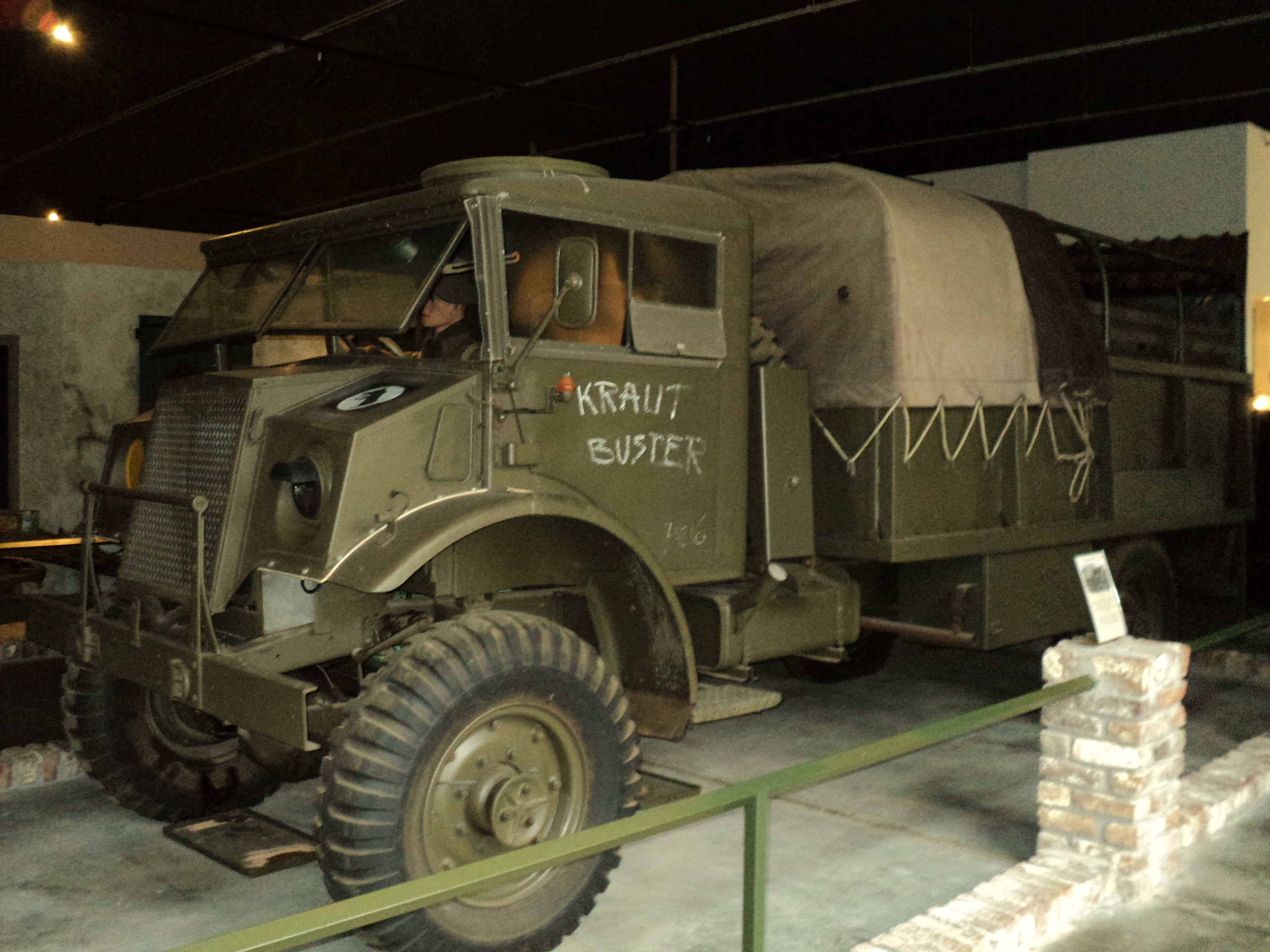
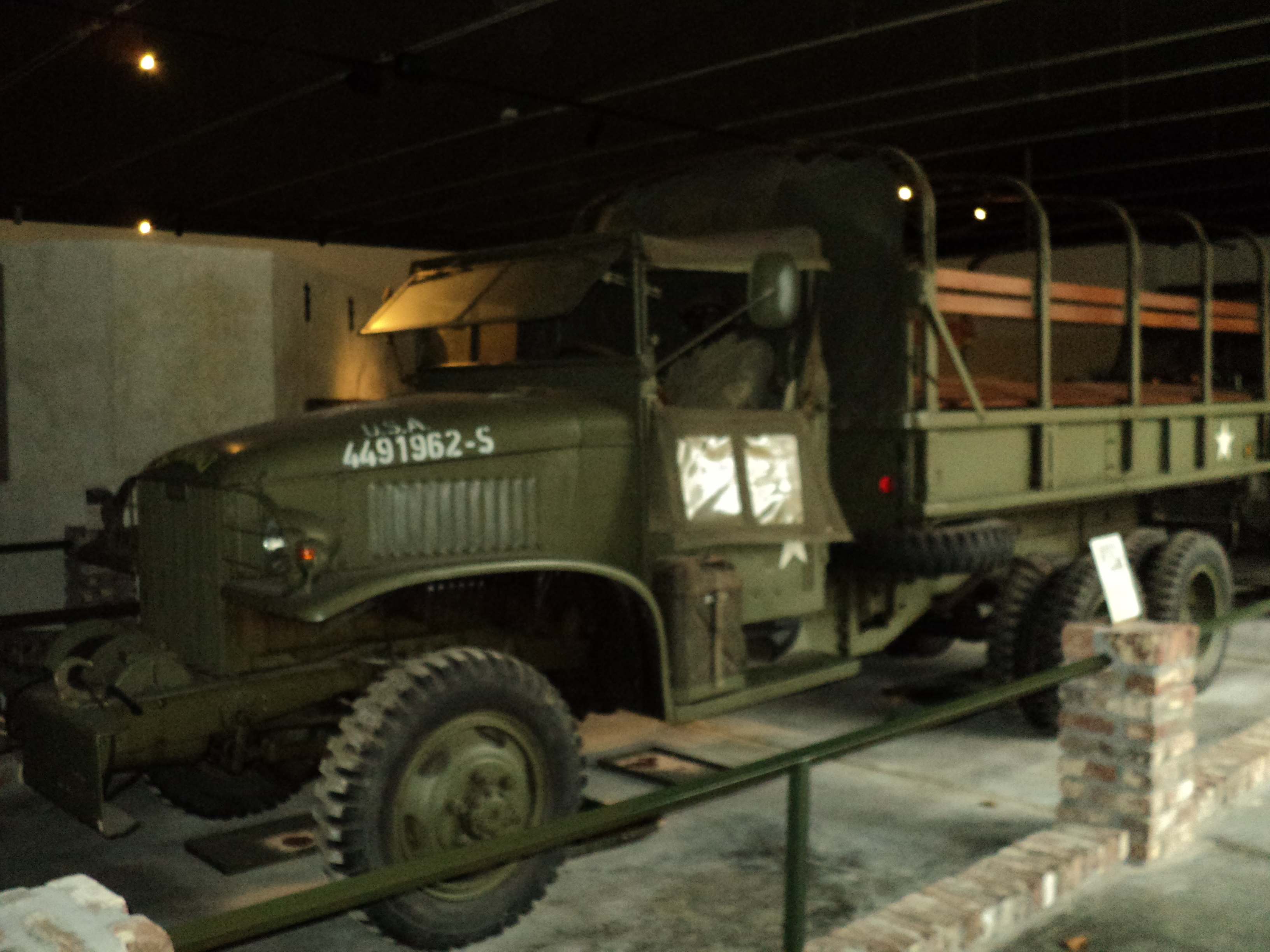
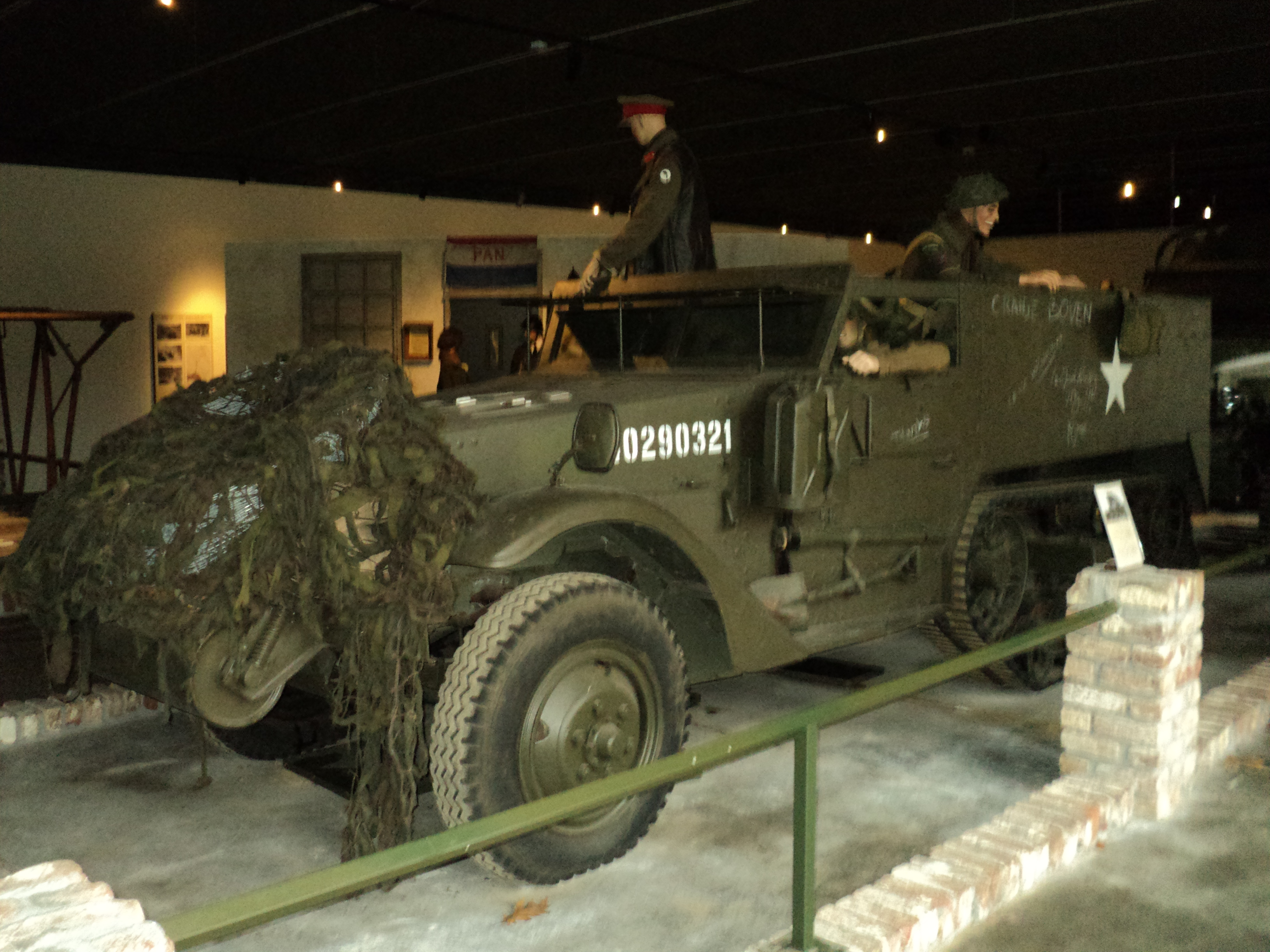
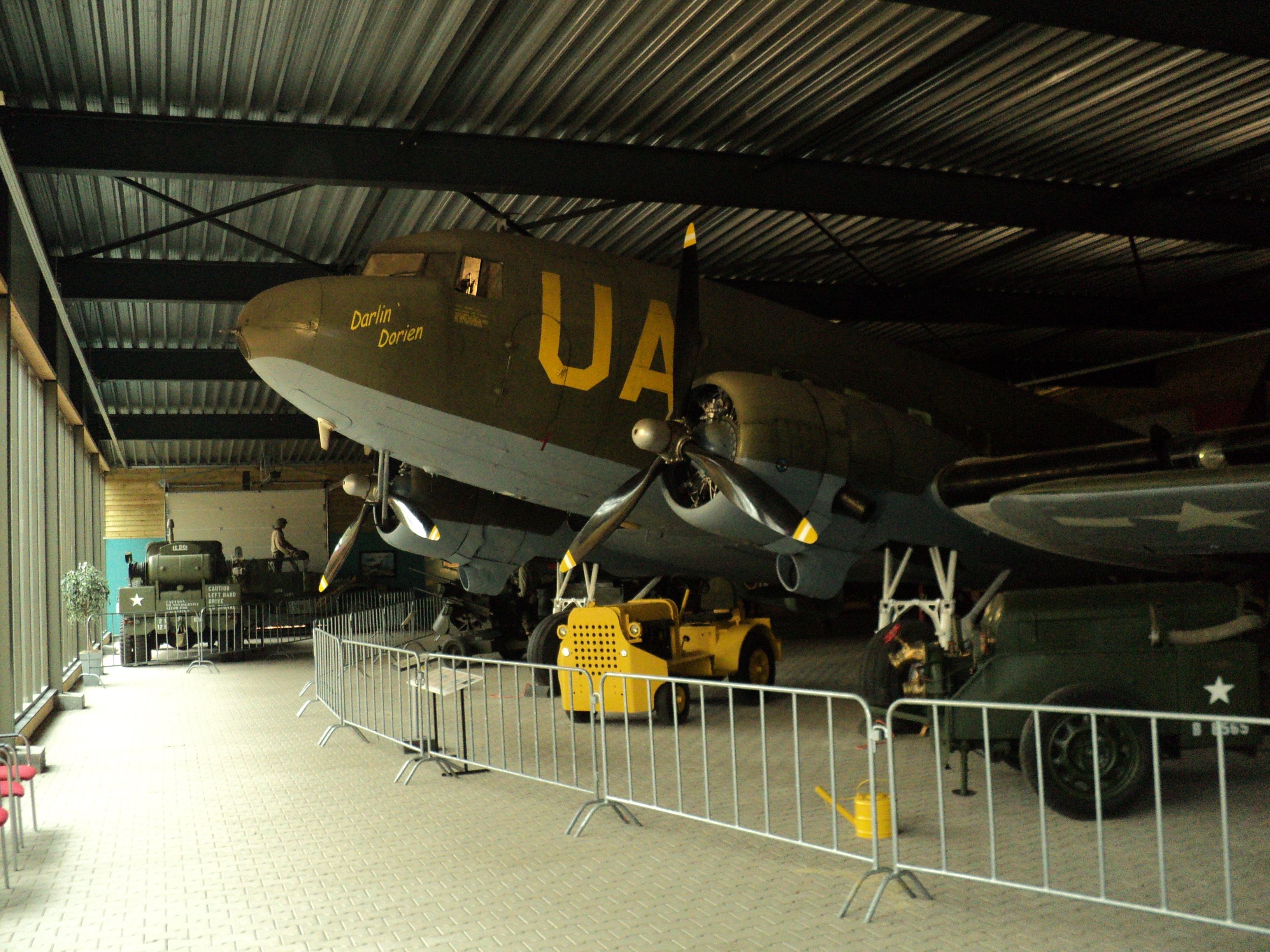
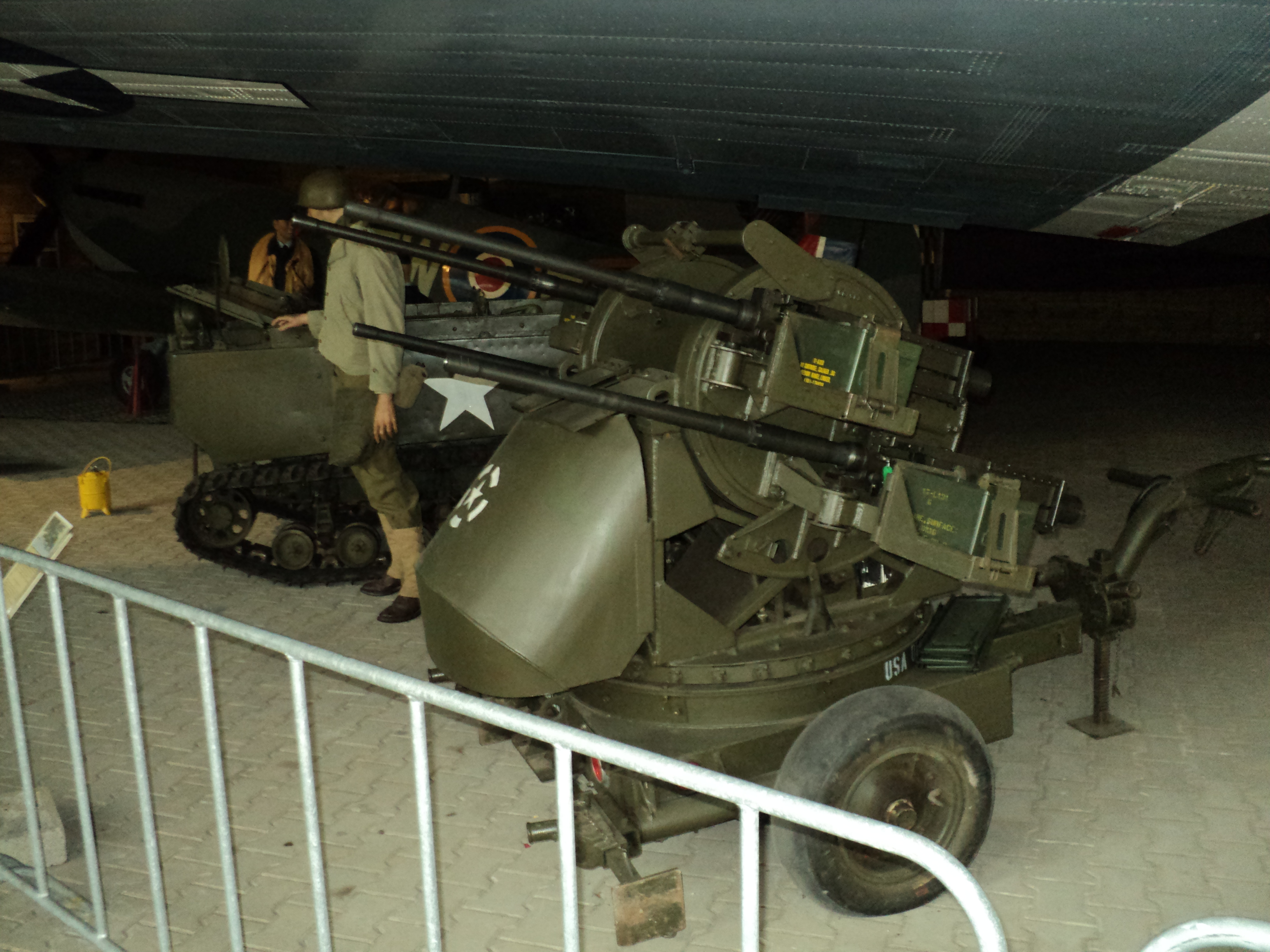
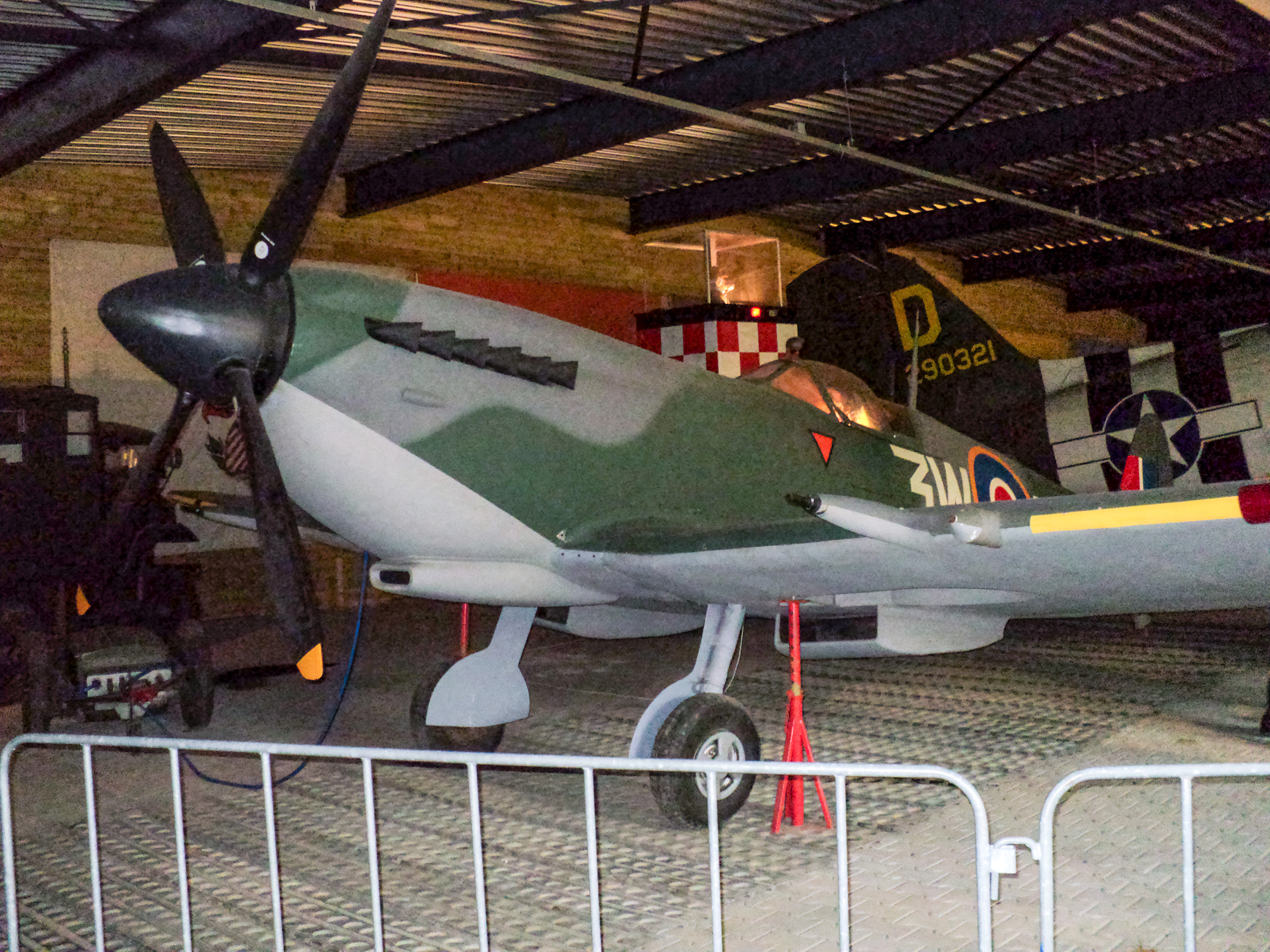
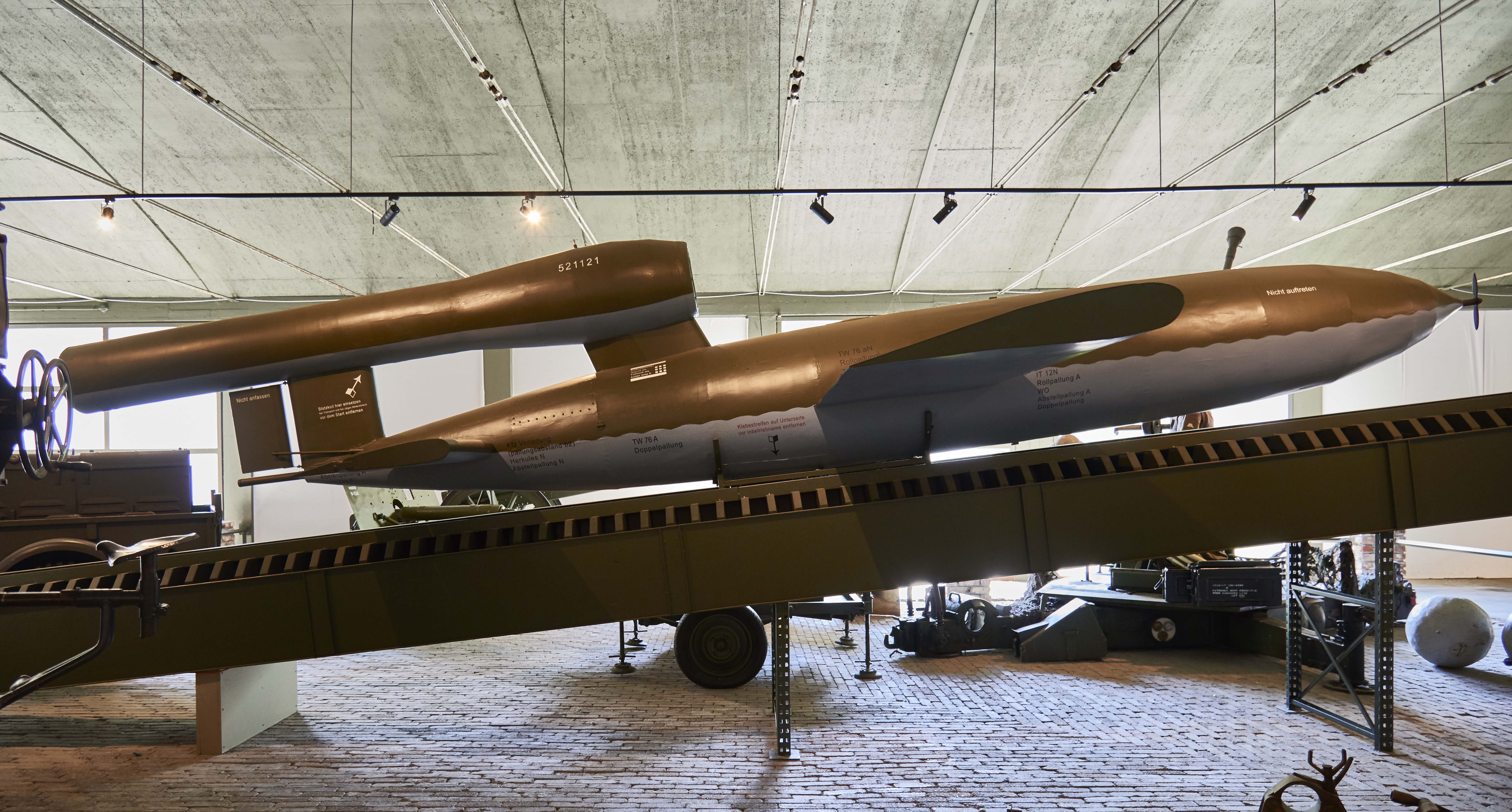
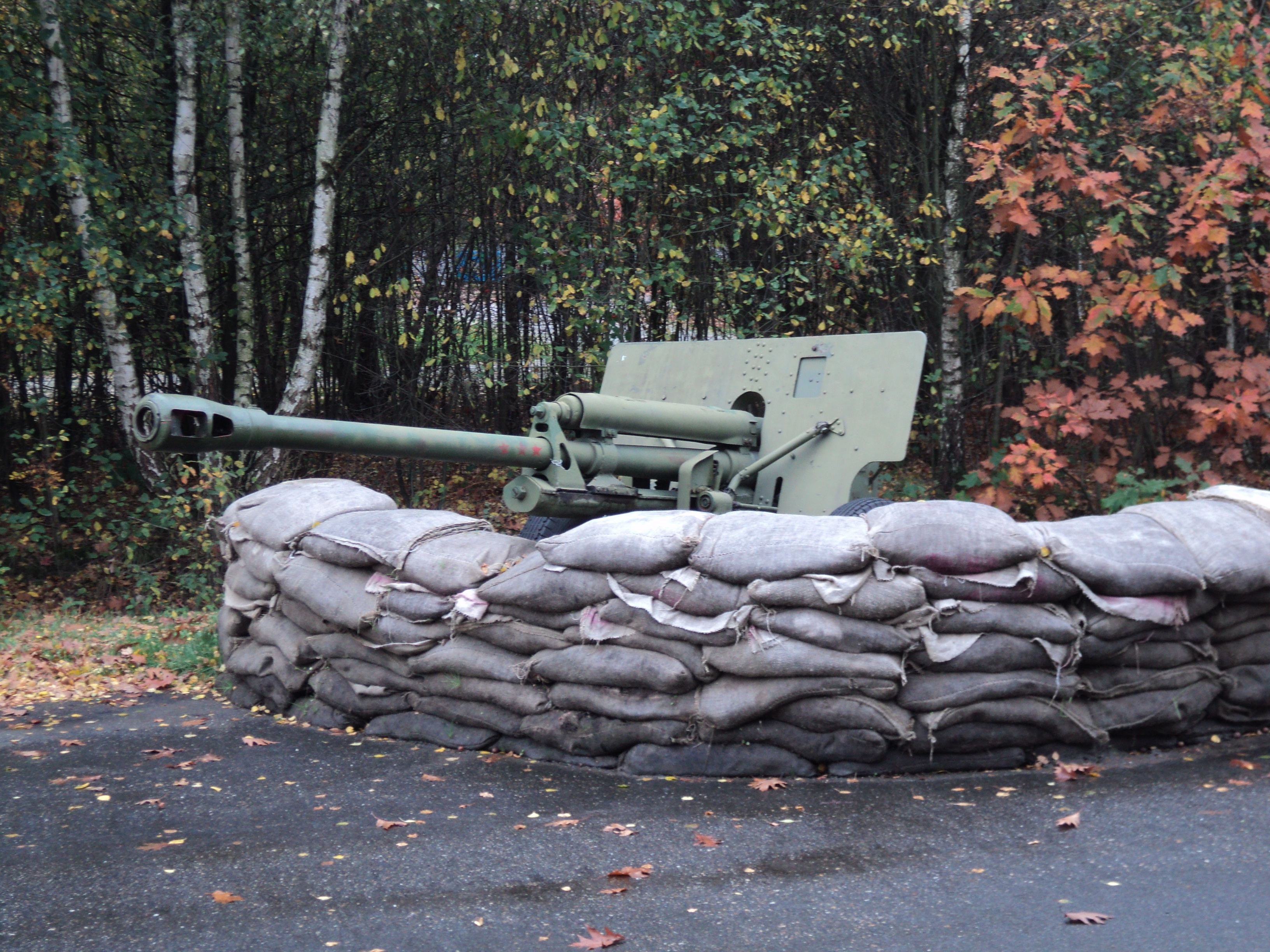
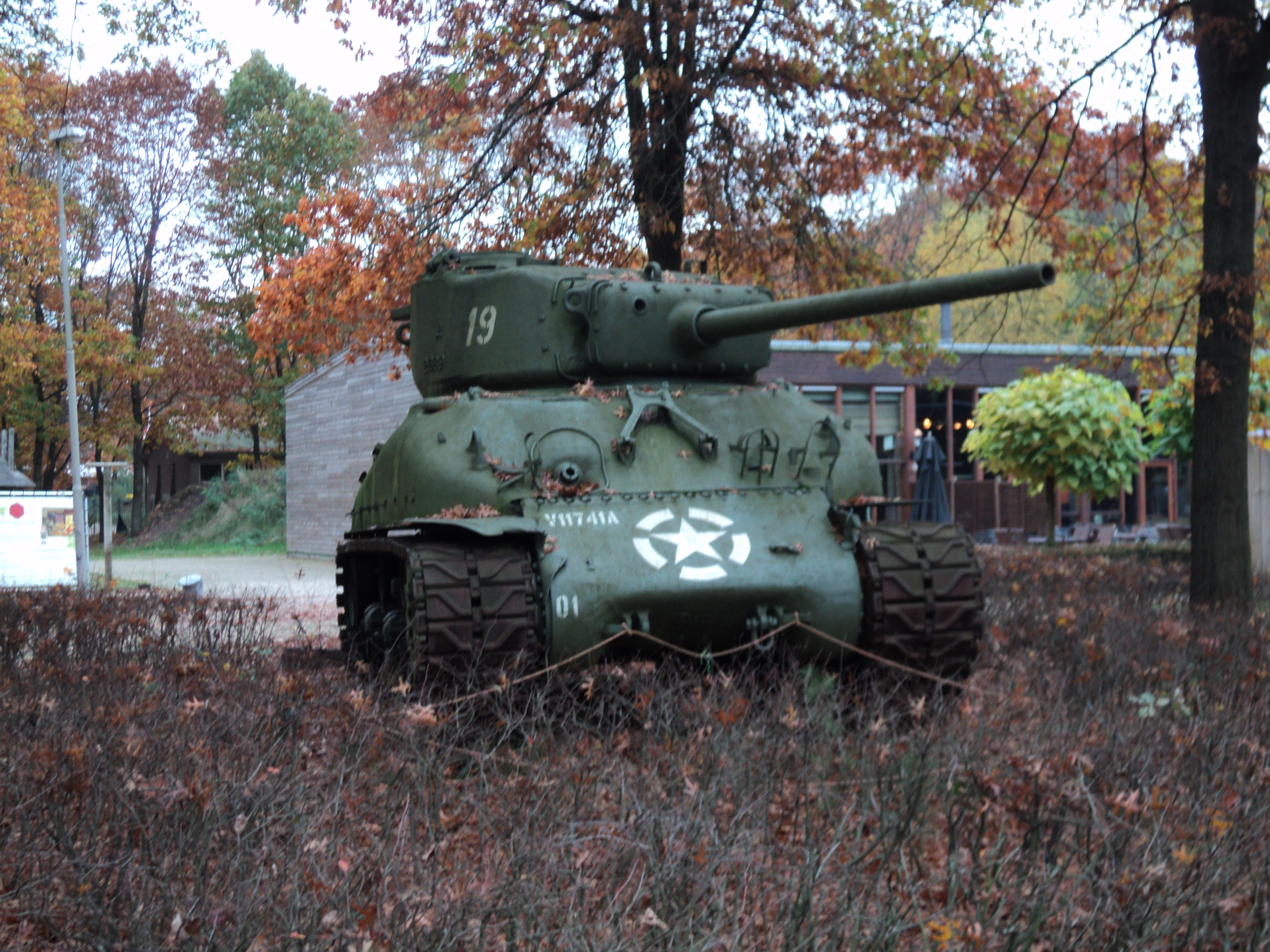

## Tentoonstellingen (selectie)
- Tentoonstelling Bevrijdingskinderen van 8 mei t/m 6 juni 2012 in het Buitenhuys van Museum Bevrijdende Vleugels[1]